# Cratere Achilles
Achilles è un cratere da impatto sulla superficie di Teti.
Prende il nome da Achille, celebre eroe della mitologia greca e figlio della ninfa Teti.